# Maguny (rejon święciański)
Maguny (lit. Magūnai) – wieś gminna (Maguny) w rejonie święciańskim położona w malowniczej okolicy borów sosnowych pokrywających wzgórza morenowe, przy obecnej granicy Republiki Litewskiej z Białorusią. W związku z izolowanym położeniem, na południu rzeka Wilia, na zachodzie jej dopływ rzeka Żejmiana, a od wschodu granica, dojazd możliwy tylko jedną drogą z północy, z Podbrodzia. 

## Historia
W czasach zaborów w gminie Kiemieliszki, w powiecie święciańskim, w guberni wileńskiej Imperium Rosyjskiego. W 1866 r. we wsi było 20 domów zamieszkanych przez Polaków, 243 katolików i 11 żydów. W 1905 r. było tu 258 mieszkańców,  
Po I wojnie światowej pod administracją polską, w Zarządzie Cywilnym Ziem Wschodnich. W latach 1920–1922 w składzie Litwy Środkowej.
Od 11 kwietnia 1922 wieś a następnie kolonia leżała w Polsce, w województwie wileńskim, w powiecie święciańskim, w gminie Kiemieliszki.
W 1931 w 77 domach zamieszkiwało 419 osób.
Od 1945 roku w Litewskiej Socjalistycznej Republice Radzieckiej. W 1989 roku liczyła 314 mieszkańców.
Od 1990 na niepodległej Litwie.